# أبو علي الشلوبين
أَبُو عَلِيٍّ عُمَرُ بنُ محمدِ بنِ عمرَ بنِ عبدِ اللهِ الأَزْدِيُّ، المعروفُ بالشَّلَوْبِينِ، الأندلسيُّ الإشبيليُّ النَّحْوِيُّ رئيسُ النحويين بالأندلس، تلميذ أبي بكر بن عمر محمد بن عبد الله بن صافي اللخمي الإشبيلي، كان إماما في علم النحو، ذا معرفة بالقراءات، حاملا للآداب واللغات، آخذا بطرف صالح من رواية الحديث، متقدما في العربية، كبير آساتيذها بإشبيلية، مبرزا في تحصيلها مستبحرا في معرفتها متحققا بها حسن الإلقاء لها والتعبير عن أغراضها، آخر أئمة هذا الشأن بالمشرق والمغرب، وعلى يده أبقى الله ما بقي من العربية في المغرب، وله فيها مصنفات نافعة وتنبيهات نبيلة وشروح واستدراكات وتكميلات تصدر لتدريسها بعد الثمانين وخمسمئة، مدة طويلة نحو ستين عاما، آستفاد بسبب ذلك جاها عريضا ومالا عظيما وذكرا شائعا، وكان منقطعا إلى بني زهر، وقدم مراكش أيام المنصور من بني عبد المؤمن، وكامت فيه غفلة شديدة صدرت عنه بسببها نوادر غريبة تناقلها الناس وتحدثوا بها استطرافا لها، روى عن السهيلي وابن بشكوال وغيرهما، وأجاز له أبرع علماء اللغة بالأندلس، أخذ عنه ابن عصفور الإشبيلي وابن علي الغرناطي وغيرهما، من أشهر مصنفاته شرح المقدمة الجزولية الكبير.

## سيرته
ولد أبو علي الشلوبينُ بإشبيلية عام |562هـ|، والشلوبين: بفتح الشين المثلثة واللام وسكون الواو وكسر الباء الموحدة وسكون الياء المثناة من تحتها وبعدها نون، هذه النسبة إلى الشلوبين، وهو بلغة الأندلس الأبيض الأشقر، وسأله أبو محمد الحرار عن هذه النسبة:أهي إلى شلوبين الذي بلسان روم الأندلس الأشقر الأزرق أم إلى شلوبانية بلد بساحل غرناطة؟ فقال: كان أبي أشقر أزرق، وكان خبازا.
كان ذا معرفة بالأدب ونقد الشعر، ولا يؤخذ عنه غير النحو، لبراعته ونبوغه فيه.
أبقى الله ما به ما بأيدي المغرب من العربية، لازم أبا بكر بن خلف بن صاف حتى أحكم الفن، وبلغت شهرته مسامع علماء المشرق والمغرب، حتى ظنوا بأن من درسه أبو علي ببلده نجب.
- من نظمه:[3]

## شيوخه
أخذ أبو علي العلم من أشهر علماء عصره، من بينهم:
1. أبو إسحاق بن ملكون.[5]
2. أبو بكر بن الجد.[5]
3. ابن زهر[5] الطبيب المشهور.
4. ابن صاف والنيار.[5]
5. أبو جعفر بن مضا.
6. أبوي الحسن.
7. سليمان بن أحمد.
8. محد بن زرقون.
9. أبو محمد بن بنونه.
10. أبو الربيع بن محمد المقوقي.
11. أبو عبد الله بن زرقون.
12. يحي الجريطي.
13. أبو عمرو عياش بن عظيمة.
14. وأبو القاسم الحوفي
15. وأبو القاسم السهيلي
16. وأبو القاسم بن أبي هارون.

وأجاز له بعض علماء أهل عصرهم. نذكر منهم:
1. ابن أزهر.
2. ابن الحذاء.
3. ابن خير.
4. ابن مالك.
5. ابن مشكريل.
6. ابن أبي زمنين.
7. الحصار وابن يحي.
8. أبو الحسن بن كوثر.
9. أبو خالد بن رفاعة.
10. أبو طاهر السلفي.
11. أبو عبد الله بن حميد.
12. ابن بشكوال.

وغيرهم جماعة.

## تلاميذه
تتلمذ على يد أبو علي الشلوبين خلق كثير، منهم من حمل لواء العربية بالأندلس، ومنهم من أحياها وحافظ عليها من جديد، ومن بين تلاميذه على سبيل المثال لا الحصر:
1. ابن عصفور الإشبيلي، لقب بحامل لواء العربية بالأندلس.
2. ابن أبي الأحوص.
3. ابن فرتون.
4. ابن الصابوني.
5. ابن سيد الناس.
6. ابن الأبار.
7. ابن علي الغرناطي.
8. ابن علي الماردي.
9. ابن حد بن منصور الجنب.
10. ابن يوسف القبلي.
11. ابن أحمد بن علي التجيي.
12. ابن علي بن ستاري.
13. ابن علي بن أبي قرة.
14. أبو عمرو عبد الواحد بن تقي.
15. أبو بد الرحمن عبد الله بن القاسم بن زغبوش.
16. أبو محد عبد الحق بن حكم.[6]

## مصنفاته
ترك الشلوبينُ كتبا شتى، تزخر بها مكتبات اللغة العربية من نحو وصرف وأدب، من أشهر ما صنفه أبو علي الشلوبين:
1. شرح الجزولية شرحين[4]، شرح كبير
2. وشرح صغير.
3. تعليق على كتاب سيبويه.
4. كتاب في النحو سماه التوطئة.[4]
5. حواشي المفصل.
6. حواشي الإفصاح.
7. حواشي إيضاح المنهج في الجمع بين كتابي التنبيه والمبهج.
8. التنابيه.
9. برنامج شيوخه.
10. الاعتراض والانفصال فيما نسب فيه صاحب الجمل من كلامه إلى الاختلال.
11. حواشي الحماسة أو شرح الحماسة.
12. حواشي المسائل العسكريات.
13. شرح الإيضاح.

وغيرها من المصنفات التي استفاد منها طلاب العلم.

## وفاته
عاش أبو علي الشلوبين معظم حياته في طلب العلم والتدريس، إذ درس أكثر من ستين سنة، كلها حافلة بالعطاء ونشر العلم والمحافظة على إبقاء ما بقي من العربية بالمغرب والأندلس، وقلما تأدب بالأندلس أحد من أهلها إلا وقرأ عليه واستند ولو بواسطة إليه.
توفي بعدما حمل لقب رئيس النحويين بالأندلس، بين يدي منازلة الروم بإشبيلية، وذلك في سنة | 645هـ | من منتصف شهر صفر، وفي العام القادم ملكها الروم، وصلى عليه صلاة الجنازة بظاهر جامع العدبس القاضي أبو جعفر بن منظور ودفن عصر يوم الخميس بمقبرة مشكلة.